# Остроконечная пуля

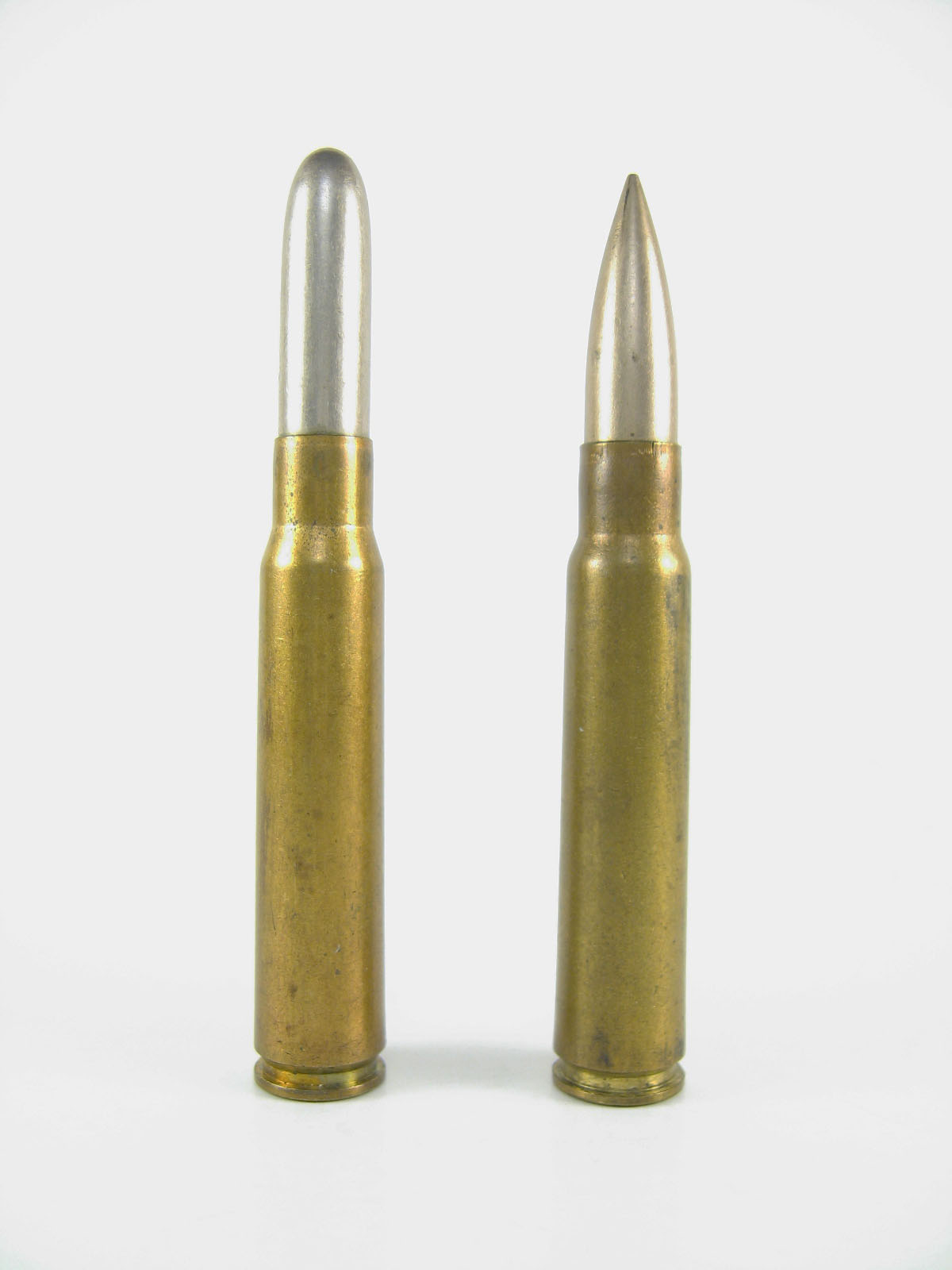
Образец 1888 M/88 (слева) по сравнению с образцом 1903 7,92×57 мм Mauser S Patrone

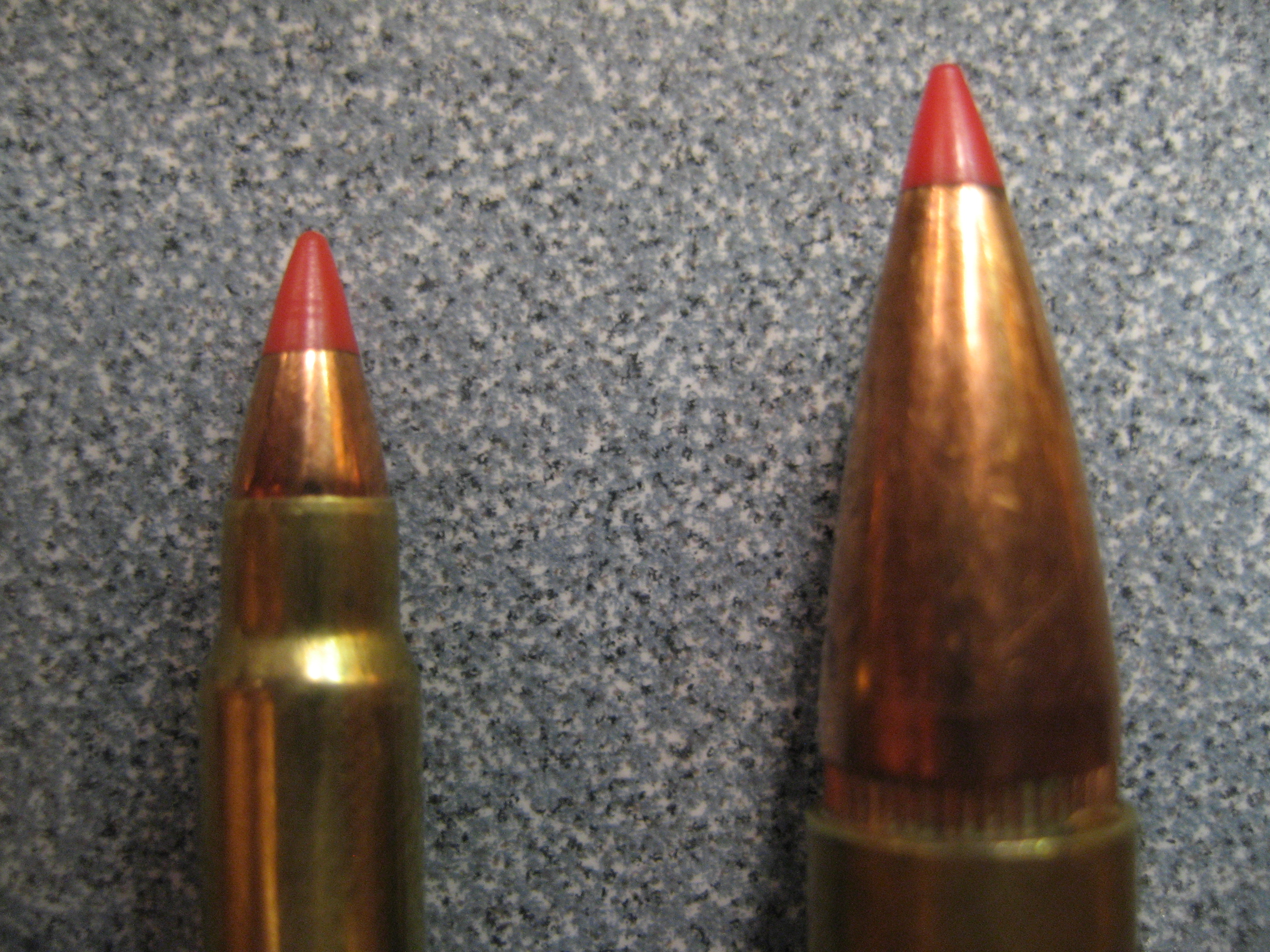
Пули с пластиковыми носиками 21 века. Баллистические наконечники Hornady 17 gr. V-Max 17HMR, .308 Winchester. Пули с пластиковыми наконечниками являются разновидностью винтовочных пуль, предназначенных для обеспечения аэродинамического преимущества остроносых пуль

Оживальная форма типа «Спитцер», составленная из дуг двух окружностей с отношением радиуса окружности к калибру 120/100 = 1,2.

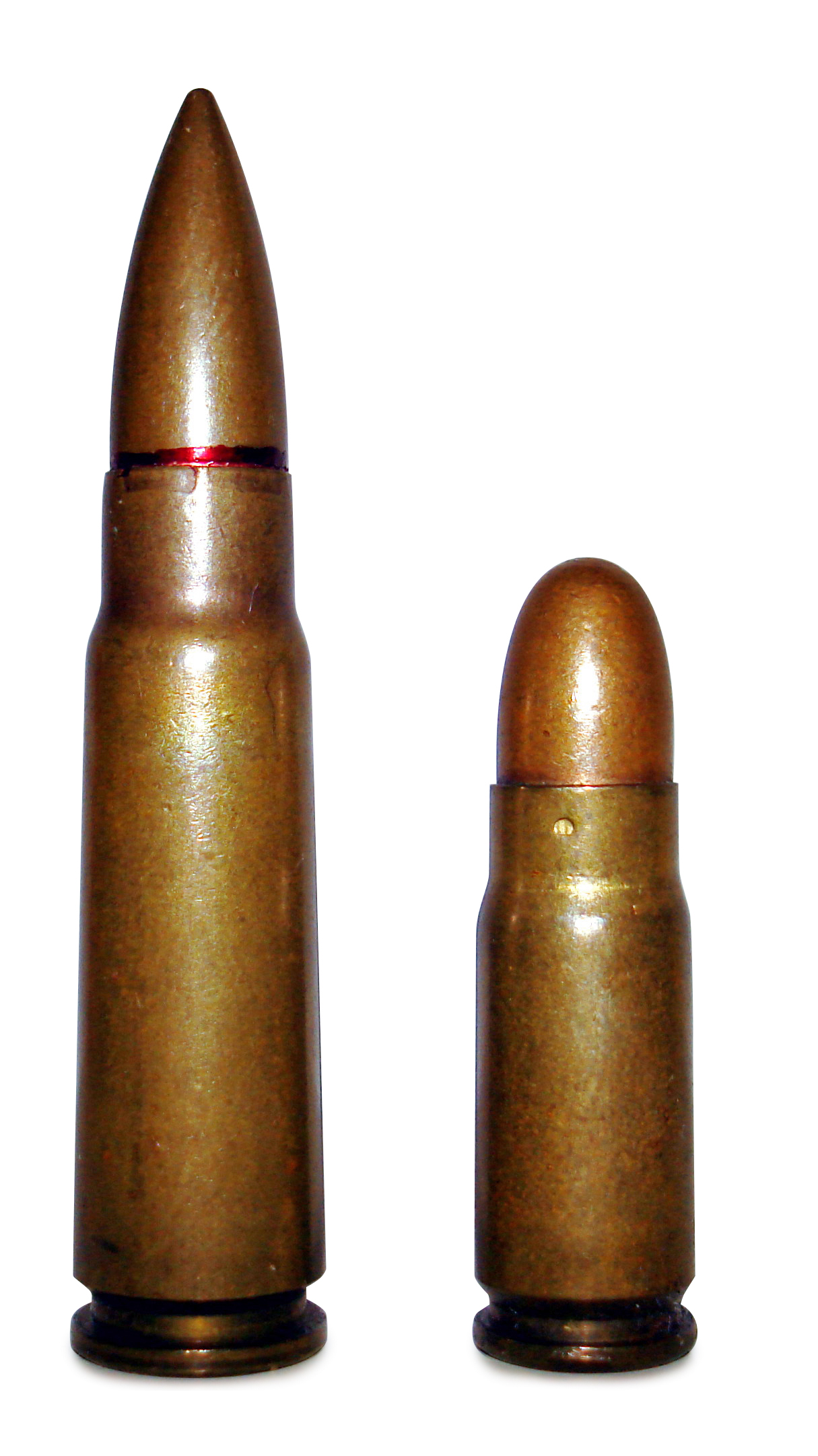
Патрон с пулей «Спитцер» (слева)

Остроконечная пуля (spitzer) — пуля для огнестрельного оружия, разработанная в конце XIX и начале XX века, обусловленная стремлением военных получить пулю с лучшей аэродинамикой, что давало лучшую точность и кинетическую эффективность, особенно на больших дистанциях. Чтобы достичь этого, метательное снаряд должно иметь минимальное сопротивление в полете.
Пули с низким коэффициентом сопротивления (Cd) замедляются медленнее. Низкий коэффициент сопротивления несколько сглаживает траекторию метательного снаряда на больших расстояниях, а также заметно уменьшает поперечный снос, вызванный боковым ветром. Более высокая скорость удара пуль с высокими баллистическими коэффициентами означает, что они сохраняют больше кинетической энергии.
Название «spitzer» является англицизированной формой немецкого слова Spitzgeschoss, что буквально переводится как «заостренный снаряд».
Развитие остроконечных пуль сделало возможными военные доктрины, которые предусматривали (не очень точные) винтовочные залпы по скоплениям целей на расстояниях от 1 420 до 2 380 м. В сочетании с пулеметами, которые оснащались инклинометрами, позволяющими вести навесную стрельбу или стрельбу с закрытых позиций на расстоянии более 3000 м, остроконечные пули значительно увеличили потери во время Первой мировой войны. До, во время и после Первой мировой войны некоторые вооруженные силы приняли на вооружение более усовершенствованные аэродинамические конструкции остроконечных пуль с коническими хвостами, что увеличило эффективную дальность от 4115 до 5500 м, хотя во время Второй мировой войны пулемётчики не так часто использовали навесную стрельбу или стрельбу с закрытых позиций.
Большинство остроконечных пуль используются в промежуточных патронах и мощных винтовочных патронах.

## История

### Конец 19-го века

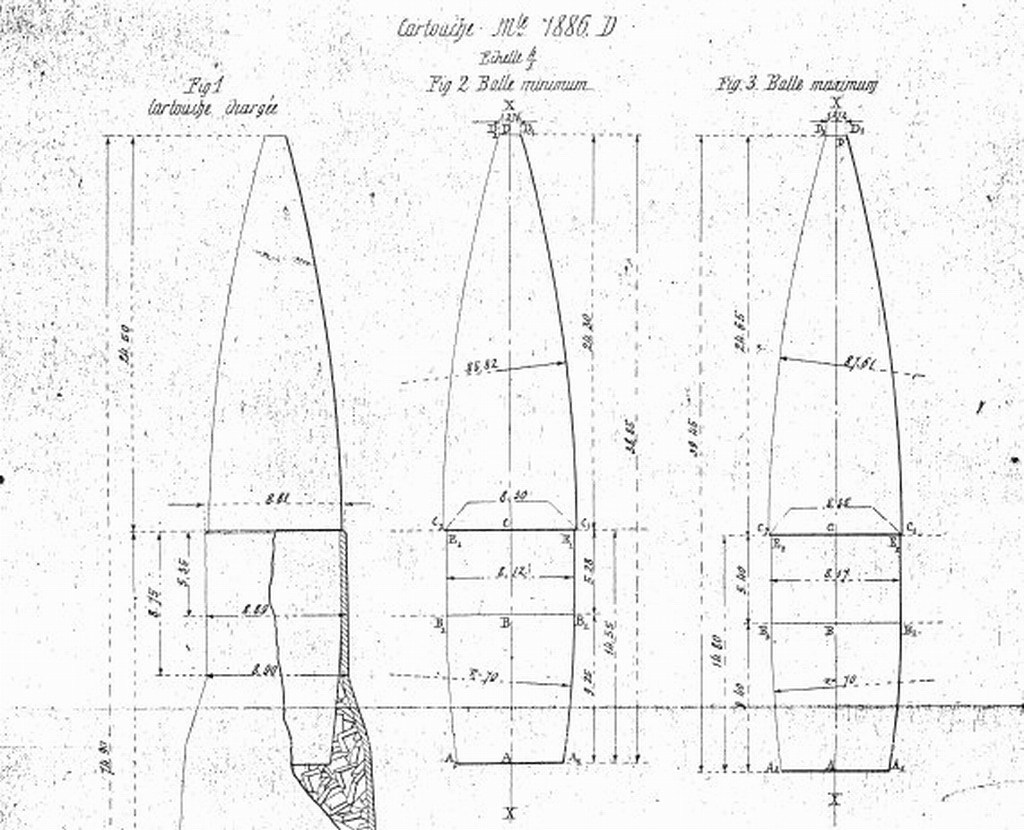
Технические чертежи французской пули образца 1898 года Balle D.

#### Франция
Остроконечная пуля впервые была представлена в 1898 году под названием Balle D для французской армии. Пуля Balle D была разработана капитаном Жоржем Раймоном Дезале для улучшения баллистики существующего французского патрона 8×50 ммR Lebel 1886 года.
Оригинальный патрон 1886 года 8×50 ммR Lebel имел инновационную конструкцию, так как стал первым военным патроном, в котором использовался одноосновный бездымный порох на основе нитроцеллюлозы (Poudre B), разработанный Полем Вийелем в 1884 году. Оригинальная пуля 1886 года 8×50 ммR Lebel имела массу 15 г, с медно-никелевой оболочкой и свинцовой сердцевиной с плоской головной частью Balle M, разработанной подполковником Николя Лебелем. Пуля имела скорость 628 м/с.
Новый патрон 1898 года 8×50 ммR Lebel был оснащен более легкой латунной пулей Дезале весом 12,8 г Balle D, которая имела дульную скорость 700 м/с, что обеспечивало несколько более плоскую траекторию и значительно большую эффективную дальность. Кроме того, что пуля Balle D была первой остроконечной пулей, она также стала первой военной пулей с конусным хвостом — обтекаемой конусной основой — для дальнейшего снижения аэродинпмического сопротивления

#### Начальный участок траектории
В 1898 8×50 ммR Lebel Balle D, остроконечная пуля с конусным хвостом, дала баллистический коэффициент (G1 BC) от 0.568 до 0.581. Дульная скорость 700 м/с пули Balle D оставалась сверхзвуковой вплоть до  расстояния в 800 м (V800 ≈ 1.13 Маха) при стандартных атмосферных условиях ICAO на уровне моря (плотность воздуха ρ = 1.225 кг/м3) и имела максимальную дальность около 4400 м. Даже по стандартам XXI века типичный эффективный сверхзвуковой диапазон 800 м считается нормой для обычной военной винтовки.
| Дистанция (м)  | 0   | 200  | 400  | 600  | 800  | 1000 | 1500  | 2000  |
| Траектория (м) | 0   | 0.14 | 0.81 | 2.39 | 5.27 | 9.83 | 31.71 | 75.61 |
| Скорость (м/с) | 628 | 488  | 397  | 335  | 290  | 255  | 197   | 160   |

| Дистанция (м)  | 0   | 200  | 400  | 600  | 800  | 1000 | 1500  | 2000 |
| Траектория (м) | 0   | 0.12 | 0.54 | 1.43 | 3.01 | 5.60 | 18.30 | 44.0 |
| Скорость (м/с) | 700 | 607  | 521  | 448  | 388  | 342  | 278   | 240  |

Приведенные выше таблицы характеристик в нижнем диапазоне показывают отличное сохранение скорости Balle D по сравнению с её предшественником Balle M.
Примечание: Плотность воздуха ρ, использованная для сопоставления этих таблиц, неизвестна.

### 1900—1914

#### Германская империя

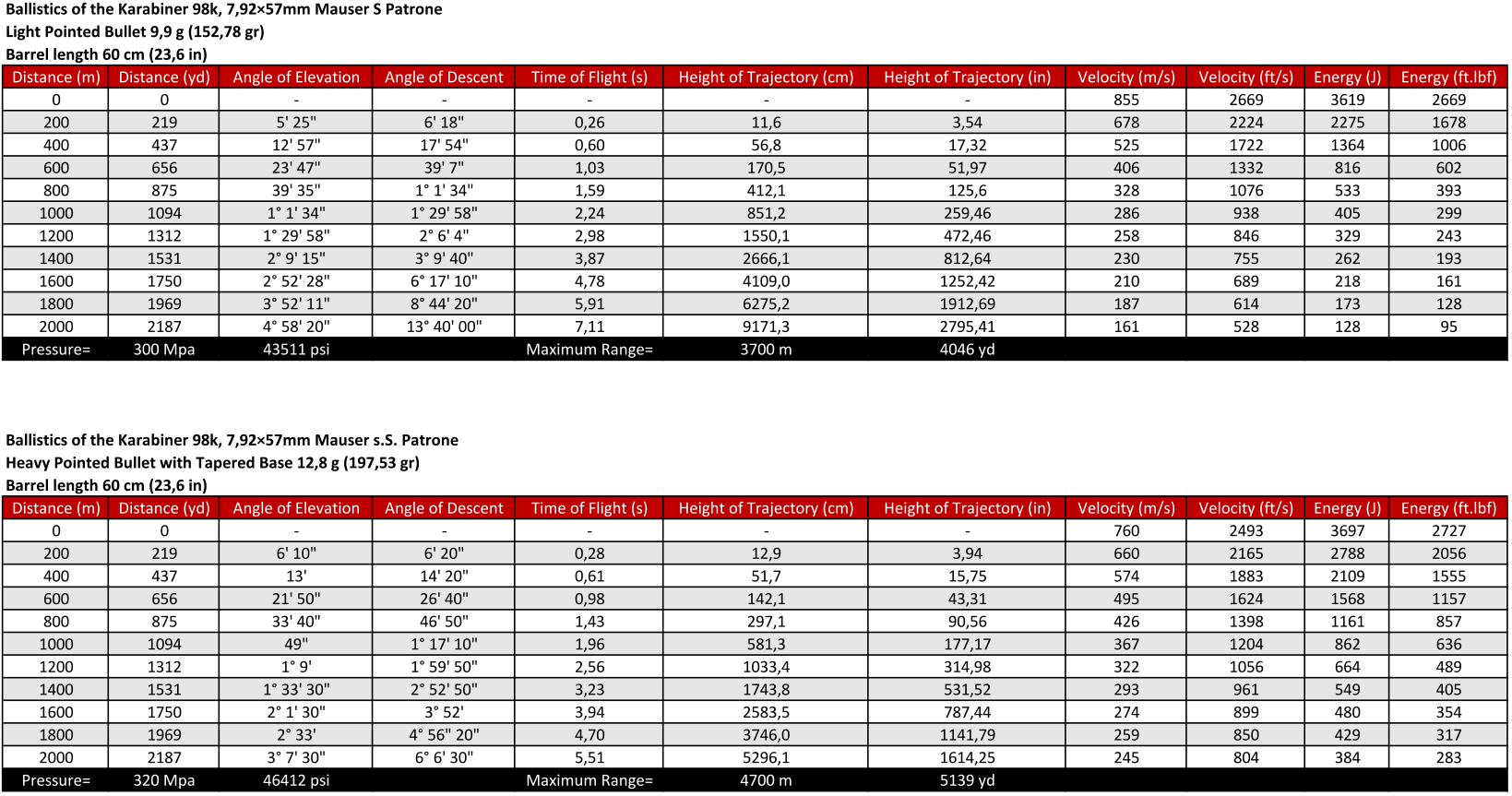
Балистическая таблица патрона образца 1903 года S Patrone и таблица улучшенной модели 1914 s.S. Patrone, стрельба из ствола длиной 600 мм.

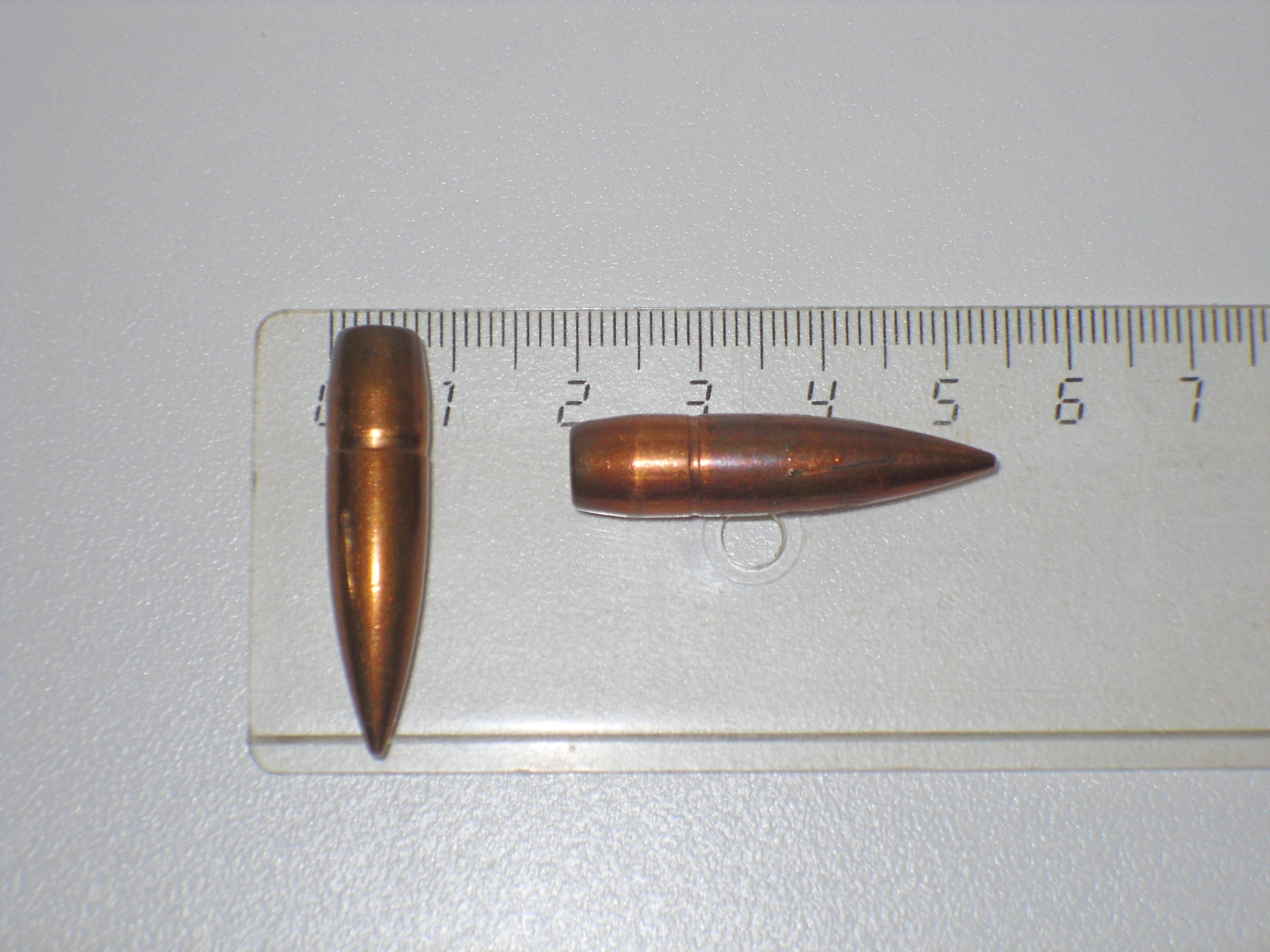
Патрон образца 1914 года 7,92×57 мм Mauser s.S. Patrone (schweres Spitzgeschoß / тяжелая остроконечная пуля) с цельнометаллической оболочкой

В Германии за улучшение точности и производительности патронов образца 1888 M/88 отвечала Gewehr-Prüfungskommission (G.P.K.) (Комиссия по испытаниям винтовок). В ходе программы усовершенствования в конце XIX и начале XX века, направленной на устранение проблем с сжатием пороха патрона M/88 и чрезмерным износом ствола (нарезов), к 1898 году немецкие военные начали отдавать предпочтение остроконечным пулям.
Новая аэродинамическая пуля Spitzgeschoß, создание которой приписывают независимому балистику Артуру Глейнчу, была испытана в 1902 году и официально принята на вооружение 3 апреля 1903 года. После нескольких изменений формы она поступила в серийное производство в 1904 году. Остроконечная пуля Spitzgeschoß внешне была похожа на французскую разработку, и её форма была запатентована, но внутри пуля с цельнометаллической оболочкой Spitzgeschoß была другой. Программа Gewehr-Prüfungskommission привела к созданию патрона S Patrone или 7,92×57 мм Mauser, который заряжался относительно легкой остроконечной пулей массой 9,9 г с несколько увеличенным диаметром 8,2 мм и имел баллистический коэффициент (G1 BC) примерно от 0,321 до 0,337 (баллистические коэффициенты несколько спорны), вместе с изменёнными размерами патронника и канала ствола (обозначался как «S-bore») и новым двуосновным (основывался на нитроцеллюлозе и нитроглицерине) бездымным порохом, пуля имела значительно улучшенную начальную скорость 878 м/с при стрельбе из ствола длиной 740 мм. S Patrone был принят на вооружение немецкой армии и флота в 1903 году. Максимальная дальность полета пули составляла примерно 3700 м. Сочетание высокой начальной скорости и улучшенной аэродинамики дало более плоскую траекторию полета пули, что увеличило вероятность попадания в цель на большинстве боевых дистанций.
В начале Первой мировой войны Германия разработала пулю с улучшенными аэродинамическими характеристиками. Эта пуля с цельнометаллической оболочкой массой 12,8 г s.S. (schweres Spitzgeschoß, «тяжелая остроконечная») с конусовидным хвостом имела баллистический коэффициент (G1 BC) от 0,557 до 0,593 (баллистические коэффициенты несколько спорны) и заряжалась в патрон s.S. Patrone. Начальная скорость патрона s.S. Patrone составила 760 м/с, максимальная дальность полета пули — примерно 4700 м, и она оставалась на надзвуковой скорости на дистанции до и после 1000 м (V1000 ≈ 1,07 Маха) при стандартных атмосферных условиях ICAO на уровне моря (плотность воздуха ρ = 1,225 кг/м3). С момента появления в 1914 году патрон s.S. Patrone в основном использовался в воздушных боях, а к 1918 году, на последнем этапе Первой мировой войны, также использовался пехотными пулемётчиками. Через пятнадцать лет после окончания Первой мировой войны производство S Patrone было прекращено, а s.S. Patrone стал стандартным боеприпасом немецких вооруженных сил.

#### США

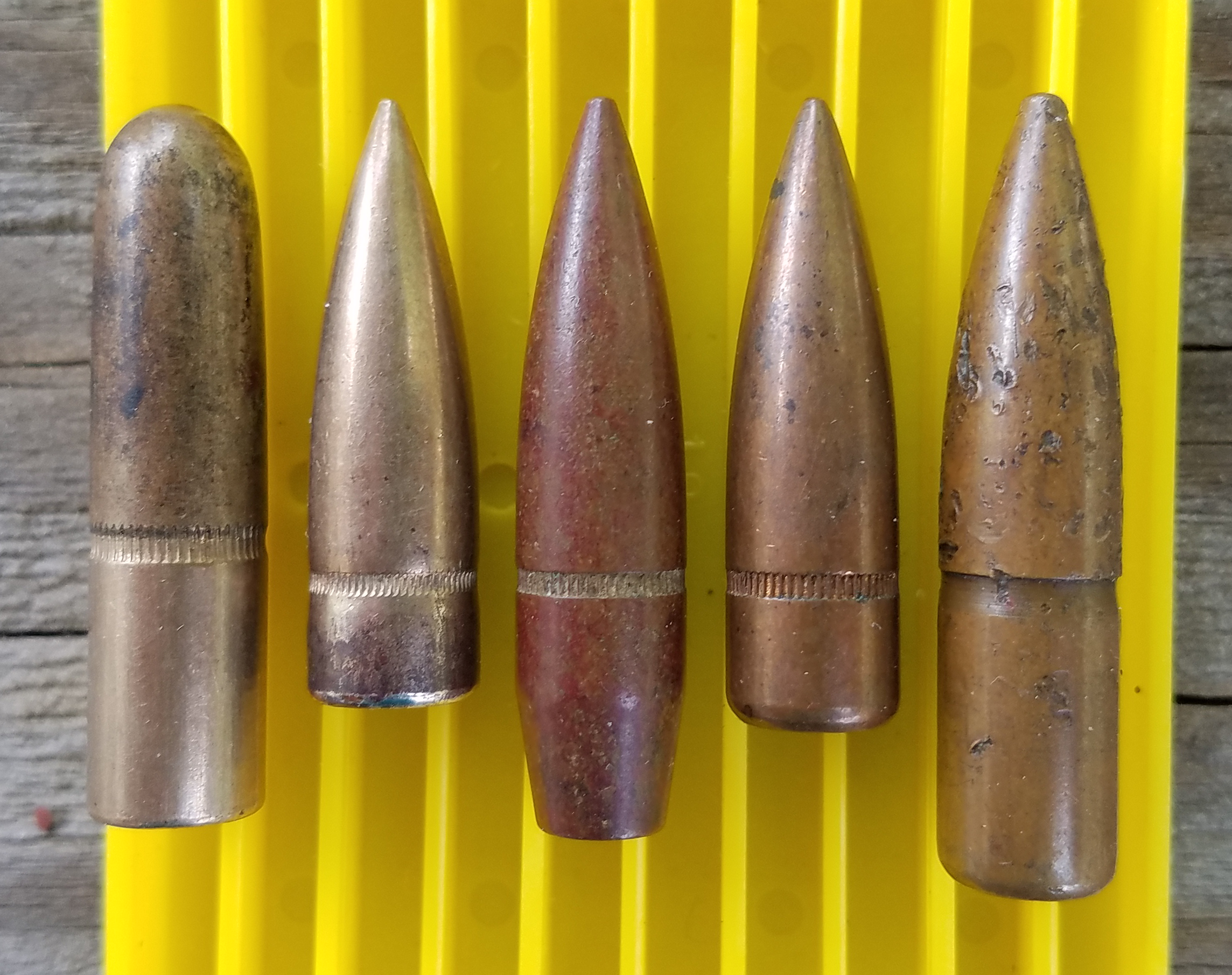
Пять пуль, используемых американскими военными слева направо: пуля M1903, пуля M1906, пуля M1, пуля M2 и бронебойная пуля M2. Из-за частого использования откололась чёрная краска на носике бронебойной пули. Поясок на каждой пуле обозначает место, где будет обжигаться дульце гильзы. Четыре остроконечные пули использовались с гильзой патрона .30-06 Springfield, в который они заряжались с почти идентичной конусной оживальной частью для надежной работы самозарядного оружия. Ранняя пуля M1903 дана для сравнения, чтобы увидеть более длинное дульце предыдущего патрона .30-03.

В 1906 году Управление США по артиллерийскому вооружению договорилось о приобретении у Глейниха лицензии на производство пули Spitzgeschoß. Новая конструкция под названием 'spitzer' массой 9,7 г с плоским основанием имела баллистический коэффициент (G1 BC) примерно 0,405, с оболочкой из медно-никелевого сплава, и использовалась в патроне M1906 .30-06 Springfield, который был принят на вооружение вооруженных сил США в 1906 году. Пуля патрона M1906 имела начальную скорость 823 м/с и максимальную дальность полета примерно 3117 м. Патрон можно узнать по серебристым пулям. Выяснилось, что медно-никелевый сплав быстро загрязняет канал ствола.

#### Российская империя
В 1908 году Российская империя приняла на вооружение новый служебный патрон 7,62×54ммR с остроконечной пулей «Л» (Л от «Легкая пуля»), массой 9,61 г, который имел баллистический коэффициент (G1 BC) примерно 0,338. Патрон 7,62×54ммR M1908 Тип Л имел начальную скорость 865 м/с.